# Eagle-Tandem
Eagle-Tandem is een Brits historisch merk van forecars.
De bedrijfsnaam was: Eagle-Tandem Motor Co., Altrincham, Manchester.
Eagle-Tandem had van 1903 tot 1905 een kleine productie van forecars met De Dion en Fafnir-motoren. Het waren bijzondere machientjes met een zadel met rugsteun. In 1904 waren er 4½-, 6- en 9pk-modellen met waterkoeling.